# Utero bicorne
L'utero bicorne è una malformazione congenita dell'utero, che si ha fin dalla nascita: è presente una significativa rientranza esterna del fondo dell'utero, che altrimenti sarebbe normale.
Tale conformazione fa parte delle anomalie dei dotti mulleriani, come l'utero didelfo e l'utero setto. Mentre per gli esseri umani tale condizione è una malformazione, per alcuni animali è invece la normalità: ad esempio diverse specie di mammiferi, come roditori e maiali, hanno l'utero a forma di cuore con due corna.
La definizione deriva dalla forma del fondo e del corpo dell'utero, che assomiglia morfologicamente ad un cuore, per tale motivo viene anche chiamato "utero a cuore". Presenta due corna convergenti nella parte inferiore del corpo uterino separate da un setto.

## Epidemiologia
Tra l'1 e il 20% delle donne hanno un utero con una struttura anomala. La quantificazione precisa è però difficoltosa in quanto generalmente l'anomalia viene scoperta solo quando cercano soluzioni per problemi di fertilità.
Generalmente la diagnosi avviene in maniera fortuita, in quanto non essendo una malformazione che determina sintomi, le donne che la presentano la scoprono nel momento in cui riscontrano problemi durante la gravidanza. Oppure è possibile diagnosticarla nel corso di esami specifici, come quelli preconcezionali che si effettuano prima di cercare un bambino.

## Eziologia
La formazione dell'utero si origina dalla vita embrionale: nel primo mese di gravidanza utero e vagina del feto sono doppi, perché nascono da strutture embrionarie de finite appunto dotti di Müller, cioè due strutture che scendono dai reni verso la vulva, si avvicinano tra loro e poi si uniscono. Se la fusione avviene in maniera ottimale si forma la vagina e a cavità uterina, altrimenti si origineranno delle malformazioni.

## Clinica

### Classificazione
Secondo l'American Society for Reproductive Medicine, il grado di rientranza del fondo uterino è generalmente di 1 cm o più. Quando il setto è confinato alla regione del fondo, è considerato un utero solo parzialmente bicorne.
L'utero bicorne può essere di due tipologie: utero bicorne bicolle e utero bicorne unicolle. Come è chiaro dal nome, il primo ha due canali cervicali, mentre il secondo solo uno.

### Diagnostica
Spesso sono necessari diversi esami strumentali per la diagnosi, che si elencano di seguito.
La sonoisterografia, o isterosonografia, è un'ecografia che indaga l'interno della cavità uterina. È molto utile per diagnosticare malformazioni uterine, ispessimenti endometriali, polipi e fibromi. L'isterosonosalpingografia è un esame ecografico analogo alla isterosonografia.
La risonanza magnetica nucleare fornisce immagini dettagliate della struttura del corpo umano attraverso la registrazione di un segnale che emettono le cellule se sottoposte ad un campo magnetico intenso.
L'isterosalpingografia è un test radiografico che utilizza raggi X e un liquido di contrasto, in modo da indagare la morfologia dell'utero e delle tube di Falloppio.
L'isteroscopia è una tecnica endoscopica che consente l'esplorazione della cavità uterina grazie all'uso di sonde ottiche.

## Terapia
Fino a non molto tempo fa la correzione chirurgica delle malformazioni veniva effettuata attraverso l'addome tramite l'apertura completa della cavità uterina. In seguito è diventata disponibile una strumentazione tecnologica molto raffinata per la correzione dei difetti dell'apparato genitale femminile tramite l'accesso isteroscopico, che permette di effettuare un intervento chirurgico dall'interno in maniera poco invasiva.
Attualmente, quindi, l'intervento chirurgico per le anomalie mülleriane è indicato nelle donne con dolore pelvico, endometriosi, anomalie ostruttive, aborti ricorrenti e parto pretermine, mentre per problematiche più lievi relative all'utero setto e bicorne si utilizzano procedure isteroscopiche.

## Prognosi
È indicativo il dato secondo il quale tra le donne con problemi di fertilità circa 1 su 13 ha una anomalia uterina. Ancora più significativo poi che tra le donne che hanno subito un aborto spontaneo l'incidenza sia 1 su 3.
Un altro dato significativo è che, secondo studi effettuati sulle anomalie uterine, è emerso che le donne con tali malformazioni, a cui è associato accorciamento cervicale, hanno un rischio di 13 volte maggiore rispetto alle altre di parto pretermine.

### Gravidanza
La possibilità di avere una gravidanza è correlata al tipo di malformazione dell'utero, che può essere più o meno marcata. È comunque consigliabile tenere sempre sotto controllo l'andamento della gravidanza, con controlli ostetrici frequenti.
L'utero bicorne, infatti può essere causa di diverse problematiche: la prima è l'interruzione spontanea di gravidanza (aborto): molte donne, infatti, scoprono proprio in tal modo di soffrire di tale patologia. È possibile anche l'eventualità della posizione errata del feto, che può assumere posizione podalica, con i piedi verso l'uscita al posto della testa, oppure trasversale, quando il feto presente una delle due spalle verso l'uscita.
Possono poi manifestarsi delle deformità o malformazioni fetali di diverso tipo, più o meno gravi. Secondo studi specifici su neonati nati con malformazioni, è emerso che la prole di madri con utero bicorne ha un rischio di difetti congeniti quattro volte superiore rispetto ai bambini nati da donne con un utero normale. In particolare si parla di alcuni difetti come ipoplasia nasale, onfalocele, deficit degli arti, teratomi e acardia-anencefalia.
Infine è possibile che avvenga un parto pretermine, molto rischioso, a seconda dell'età gestazionale, perché aumenta la possibilità di problemi di salute. In presenza di due semiuteri con tessuto normale, infatti, il problema dell'utero bicorne può essere quello derivante dalla dimensione eccessivamente modesta del semiutero. Può accogliere il bambino nutrendolo correttamente e portando avanti la gravidanza senza problemi, ma è più frequente la percentuale di parto pretermine, in quanto il feto stimola maggiormente l'utero, che quindi si contrae di più.